# Sinocrossocheilus
Sinocrossocheilus är ett släkte av fiskar. Sinocrossocheilus ingår i familjen karpfiskar.
Kladogram enligt Catalogue of Life:
| Sinocrossocheilus | \| \| Sinocrossocheilus guizhouensis \| \| \| \| \| \| Sinocrossocheilus labiatus \| \| \| \| \| \| Sinocrossocheilus megalophthalmus \| \| \| \| |
|                   | \| \| Sinocrossocheilus guizhouensis \| \| \| \| \| \| Sinocrossocheilus labiatus \| \| \| \| \| \| Sinocrossocheilus megalophthalmus \| \| \| \| |
|                   | Sinocrossocheilus guizhouensis |
|                   | |
|                   | Sinocrossocheilus labiatus |
|                   | |
|                   | Sinocrossocheilus megalophthalmus |
|                   | |